# Schwabsoien

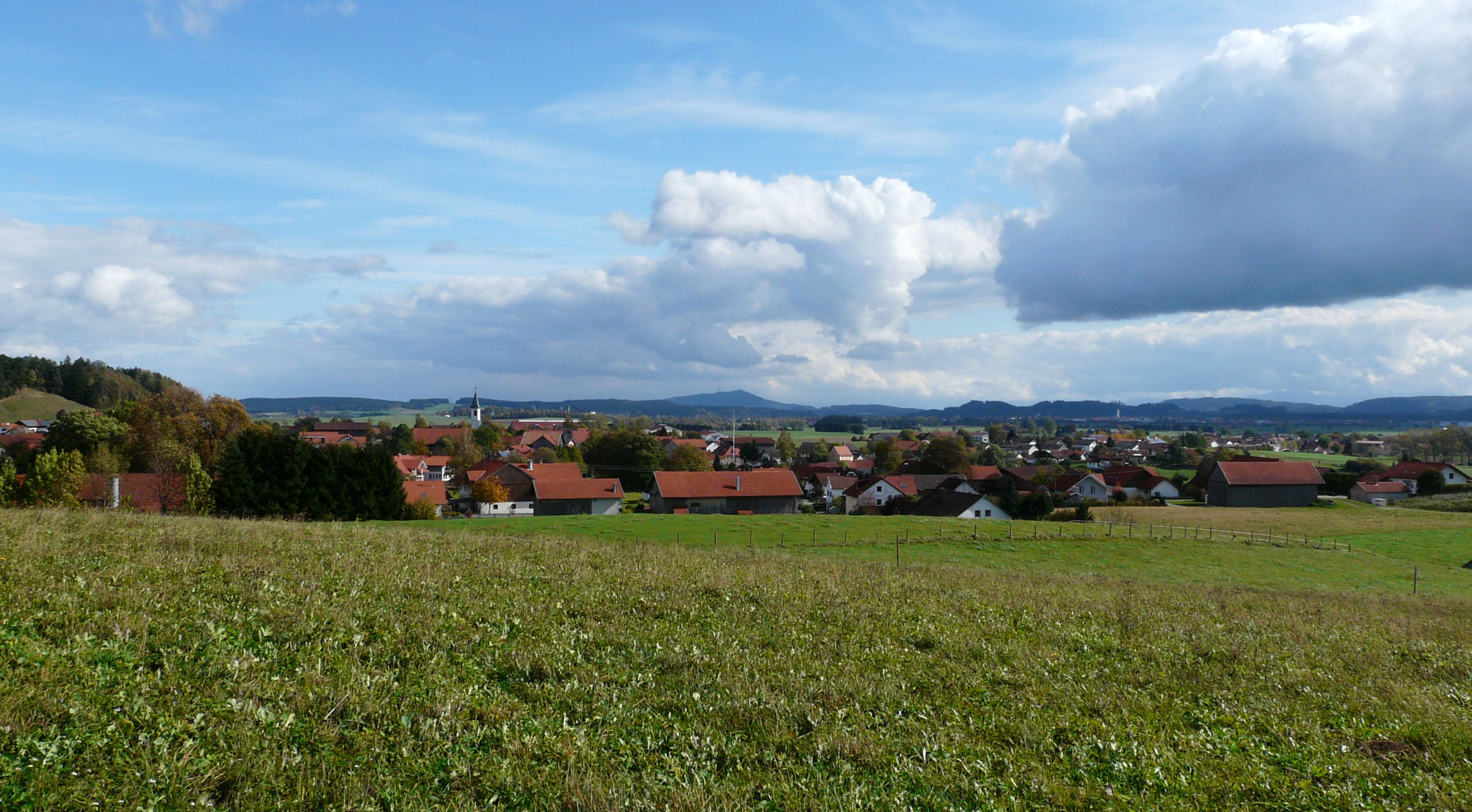
Schwabsoien von Westen

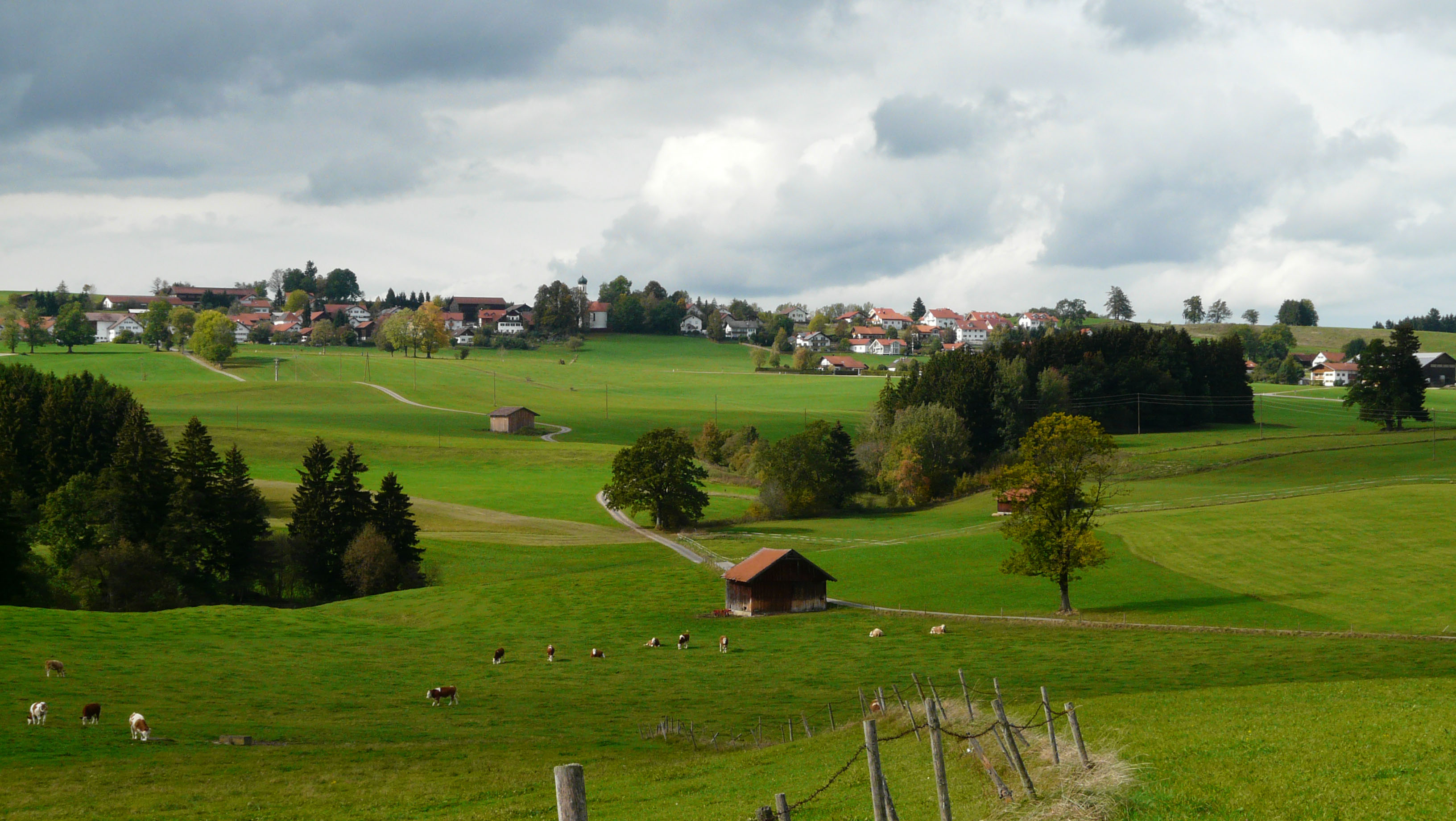
Sachsenried von Südosten

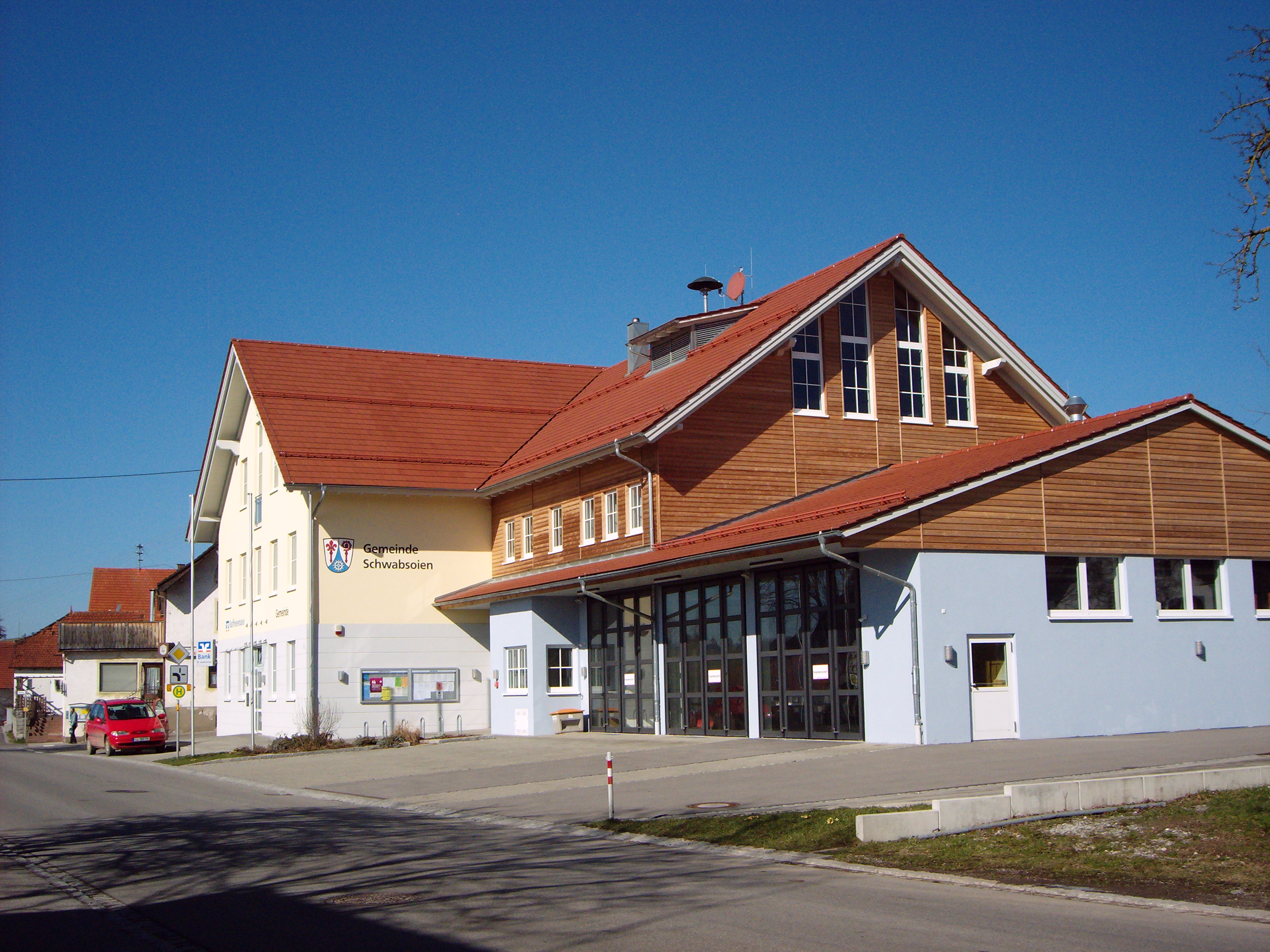
Neues Rathaus mit Feuerwehrhaus im Zentrum von Schwabsoien

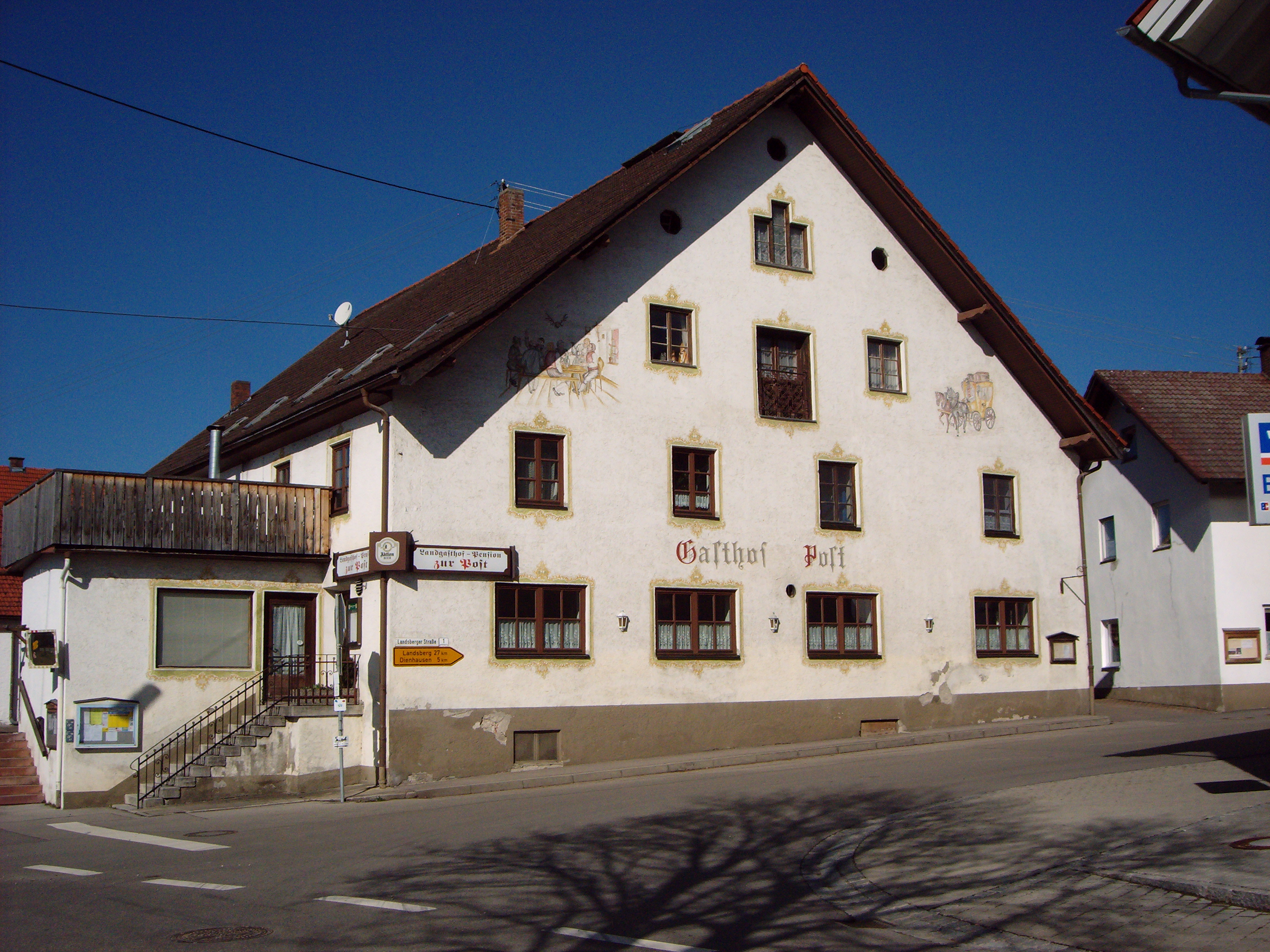
Gasthof Post in Schwabsoien

Schwabsoien ist eine Gemeinde im oberbayerischen Landkreis Weilheim-Schongau. Die Gemeinde ist Mitglied der Verwaltungsgemeinschaft Altenstadt.

## Geografie
Schwabsoien liegt in der Region Oberland am Nordwestrand des Pfaffenwinkels in einer Höhenlage von 730 bis 860 m ü. NHN.
Im Gemeindegebiet befindet sich das Quellgebiet der Schönach, einem Zufluss des Lechs.
Die Gemeinde hat drei Gemeindeteile (in Klammern ist der Siedlungstyp angegeben):
- Dietlried (Einöde)
- Sachsenried (Pfarrdorf)
- Schwabsoien (Pfarrdorf)

Es gibt die Gemarkungen Sachsenried und Schwabsoien.

## Geschichte

### Bis zur Gemeindegründung
Schwabsoien wird erstmals im Jahr 1249 urkundlich erwähnt. Der Name „-soien“ (Sewen, Soya, Soyen, Soien) nimmt Bezug auf nicht mehr existente Seen. Ein noch 1589 erwähnter See ist verlandet. Ab 1423 gab es eine Zollstation; der Zoll wurde zugunsten der Stadt Schongau eingenommen, nachdem Augsburger Kaufleute versucht hatten, den Zoll für ihre Fuhrwerke in Schongau durch einen Umweg über Schwabsoien zu umgehen.  Bis 1785 gehörte der Ort zum Hochstift Augsburg. Durch Tausch gelangte es an das Rentamt München und das Landgericht Schongau des Kurfürstentums Bayern. Mit dem Gemeindeedikt von 1818 entstand die Ruralgemeinde Schwabsoien.

### 19. und 20. Jahrhundert
Im Jahr 1823 vernichtete ein Feuer den größten Teil des Ortes. Von 1866 bis 1925 war Schwabsoien eine Poststation der Strecke Kaufbeuren–Schongau (Gasthof „Zur Post“). 

### Eingemeindungen
Am 1. Mai 1978 wurde die Gemeinde Sachsenried im Zuge der Gemeindegebietsreform eingegliedert.
Die Verwaltungsgemeinschaft Altenstadt wurde im selben Jahr gegründet.

### Einwohnerentwicklung
- 1961: 1068 Einwohner
- 1970: 1110 Einwohner
- 1987: 1072 Einwohner
- 1991: 1144 Einwohner
- 1995: 1243 Einwohner
- 2000: 1268 Einwohner
- 2005: 1327 Einwohner
- 2010: 1297 Einwohner
- 2015: 1337 Einwohner
- 2020: 1453 Einwohner

Die Einwohnerzahlen beziehen sich auf das heutige Gemeindegebiet.
Schwabsoien wuchs von 1988 bis 2008 um 217 Einwohner bzw. ca. 20 %. Zwischen 1988 und 2018 wuchs die Gemeinde von 1.073 auf 1.393 um 320 Einwohner bzw. um 29,8 %.

## Politik

### Gemeinderat
Die Gemeinderatswahl 2020 erbrachte folgende Sitzverteilung:
- Dorfgemeinschaft Schwabsoien: 7 Sitze
- Sachsenrieder Liste: 5 Sitze

### Bürgermeister
Erster Bürgermeister ist seit 2020 Manfred Schmid (Dorfgemeinschaft).  

### Steuereinnahmen
Im Jahr 2013 betrugen die Gemeindesteuereinnahmen 1.093.000 €, davon waren die Gewerbesteuereinnahmen (netto) 345.000 €.

### Raumordnung
Schwabsoien ist eine Mitgliedsgemeinde der die Grenzen der Regierungsbezirke Schwaben und Oberbayern überschreitenden interkommunalen Allianz Auerbergland.

### Wappen
|                         | Blasonierung: „In Silber eine eingeschweifte blaue Spitze, darin ein silbernes Mühlrad, vorne beseitet von einem roten Lilienstab, hinten von einem roten Bischofsstab, dessen Krümme in einen Kiefernzapfen ausläuft.“ |
| Wappenführung seit 1982 | |

## Kultur und Sehenswürdigkeiten

### Baudenkmäler
- Katholische Pfarrkirche St. Martin in Sachsenried
- St. Stephan (Schwabsoien)

### Museen
- Hammerschmiede Schwabsoien
- Kutschenmuseum Schwabsoien

## Wirtschaft und Infrastruktur

### Wirtschaft einschließlich Land- und Forstwirtschaft
Im Jahr 2013 waren 524 Personen am Wohnort sozialversicherungspflichtig. Am Arbeitsort Schwabsoien waren 199 Personen sozialversicherungspflichtig tätig, das sind 25 mehr als fünf Jahre zuvor. Die Zahl der Auspendler lag somit um 325 höher als die der Einpendler. 2010 waren 34 landwirtschaftliche Betriebe registriert. Die landwirtschaftlich genutzte Fläche beträgt 996 ha. 

### Bildung
Es gibt folgende Einrichtungen (Stand: 2018):
- Kindergarten mit 50 Kindergartenplätze
- Grundschule mit vier Klassen und 82 Schülern

## Persönlichkeiten
- Peter Forer Socher (1770–1840), römisch-katholischer Geistlicher
- George Kenner (1888–1971), bildender Künstler